# Carmen Lomana

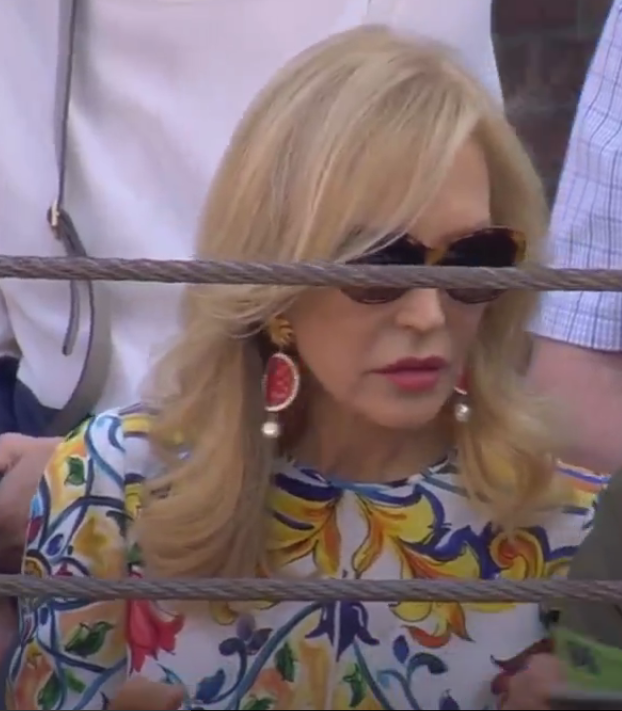
Carmen Lomana

María del Carmen Fernández de Lomana Gutiérrez (* 1. August 1948 in León), auch genannt Carmen Lomana ist eine spanische Unternehmerin, Socialité und Haute-Couture-Sammlerin. Sie ist die Witwe des berühmten chilenischen Industriedesigners Guillermo Capdevila (gestorben 1999).

## Leben
Lomana wurde in León, Spanien geboren. Sie ist die älteste von vier Kindern des französisch-baskischen Bankiers Heliodoro Carmelo Fernández de Lomana y Perelétegui und der asturleonesischen Aristokratin mit kubanischen Vorfahren María Josefa Gutiérrez-García y Fernández-Getino. Sie studierte Philosophie in London und arbeitete für Banco de Bilbao und Banco de Santander.
Lomana kündigte 2018 an, sie wolle für das Bürgermeisteramt von Madrid kandidieren. Sie ist die Schwester von Rafa Lomana, einem Abgeordneten der rechtspopulistischen Vox-Partei.
Sie wurde im April 2016 in den Panama Papers genannt.

## TV-Auftritte
- Las joyas de la corona (2010), Telecinco.
- Sálvame (2010), Telecinco.
- ¡Más que baile! (2010), Telecinco.
- Sálvame Deluxe (2009, 2010), Telecinco.
- Paz en la tierra (2009), Canal Sur.
- ¿Dónde estás corazón?  (2009), Antena 3.
- Ratones coloraos (2009), Canal Sur.
- Sé lo que hicisteis... (2009), LaSexta.
- Comando actualidad (2009), TVE.
- Punto DOC (2008), Antena 3.